# 德波拉·斯特派克

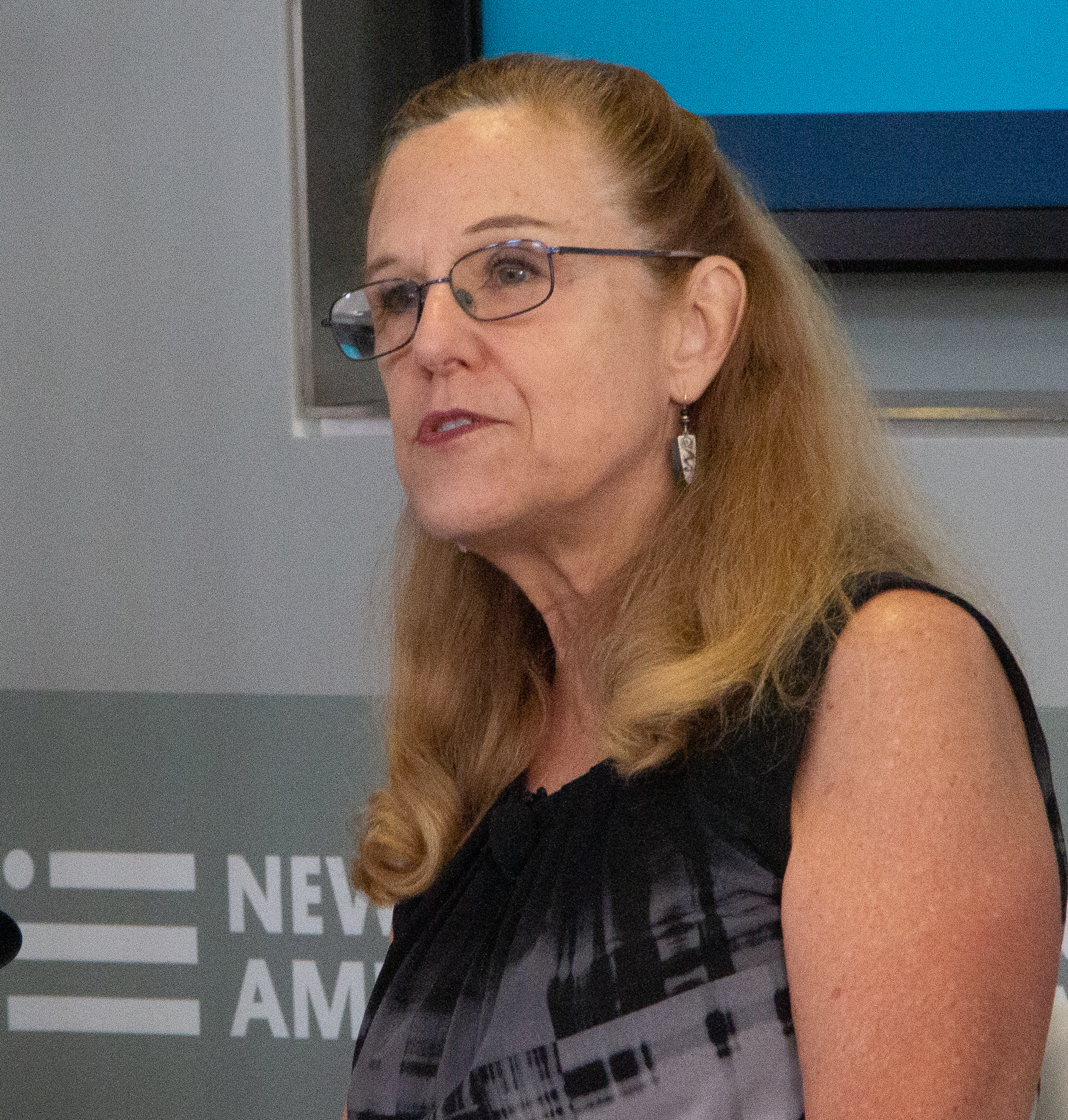
德波拉·斯特派克

德波拉·斯特派克（Deborah J. Stipek）为美国早期教育学者，目前为斯坦福大学教育学院教授，2001年到2011年曾任该院院长，为领导该院的第一位女性，也是斯坦福大学的第二位女性院长。在此之前，她从1977至2000年任教于洛杉矶加州大学。
斯特派克拥有耶鲁大学发展心理学哲学博士（1977）及华盛顿大学心理学理學士（1972年）学位。